# レーザー誘導爆弾

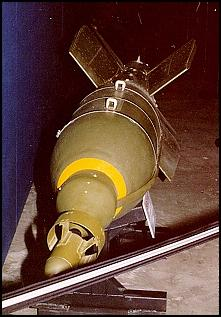
レーザー誘導爆弾

レーザー誘導爆弾（レーザーゆうどうばくだん Laser-Guided Bomb,LGB）は、レーザー誘導によって標的へ誘導する誘導爆弾である。標的に対して照射されたレーザー反射光を受光し、弾体に付けられた誘導翼を操作し、誘導操作が行われる。精密誘導兵器として知られており、命中精度が高い。

## 概要
精密誘導兵器の一種で、一般的には建物や低速で移動する標的に対して使用される。
誘導爆弾の開発は各国で行われているが、アメリカ合衆国が実戦使用数の面から先行している。
誘導爆弾とミサイルとの違いは、基本的にはロケットエンジンやジェットエンジンなどの推進装置があるかどうかであるが、アメリカ軍では推進装置のついていないAGM-62 ウォールアイやAGM-154 JSOWなども空対地ミサイルに分類されており、その境界は曖昧である。

## 歴史
光波を使用して弾体を誘導するという概念はアメリカ合衆国特許第 2,015,670号やアメリカ合衆国特許第 2,309,329号のように1930年代から既に存在しており、実現に向けて開発が進められてきたが、当時の光源では拡散するため、遠距離への精密な誘導は困難だった。1950年代にベル研究所でレーザーが開発された事により、実現性が高まった。
1962年よりアメリカ陸軍レッドストーン兵器廠においてレーザー誘導技術の開発が開始されており、この研究は、後にアメリカ空軍に移管され、1967年には航空システム師団（Aeronautical Systems Division）において、ペイヴウェイ計画（Project Paveway）としてレーザー誘導爆弾の開発へと繋がっていった。アメリカ軍においては、第二次世界大戦時より無線誘導爆弾を使用していたが、レーザー誘導爆弾は命中精度および信頼性が高く、水平飛行のみならず降下中からの投下も可能であるなど、柔軟度が高い利点があった。1968年には、量産発注が行われている。
レーザー誘導爆弾の実戦使用はベトナム戦争から開始されており、1972年には難航していたハノイ近郊のタン・ホア橋爆撃に用いられ、それを破壊している。

## 誘導方法
レーザー誘導爆弾の構造は、弾体に加え、レーザー反射光を受光するシーカー部、誘導動作を行う操舵翼がある。レーザー目標指示装置から標的に対して照射されたレーザー光が反射した光束を誘導装置の検出部が捕捉して操舵翼を動かす。
GPS/INS誘導爆弾と比較してレーザー誘導爆弾の方が命中精度が高く、レーザー誘導爆弾で一般的な命中率を持つペイブウェイIIのCEP（半数必中界）が数mであるのに対して、GPS/INS誘導爆弾であるJDAMのCEPは、GPS/INS併用時では13m、INSのみの場合では30mとなっている。
GPS誘導方式では爆弾投下前にあらかじめ目標の正確な座標を爆弾（正確にはその誘導部）にセットする必要があるものの、爆弾投下後、直ちに離脱することができる。レーザー誘導爆弾では、投下後命中するまで目標を観測し、レーザー光を照射し続けなければならない。レーザー照射機は必須であり、投下母機に照射機がない場合は、他機等から照射支援が必要である。湾岸戦争時のイギリス空軍のトーネード IDSは、照射機を搭載していなかったため、ブラックバーン バッカニアに搭載したレーザー照射機による誘導照準の支援を受けた。
また、霧や豪雨などの天候、視界不良によっても制限される。